# 青龍 (漫画家)
青龍（せいりゅう）は日本の漫画家。

## 作品
- FINAL FANTASY XI f(フォルテ) 表紙イラスト（宙出版 2004年）
- 「コンプティーク」 オリジナルテレカ誌上通販用カラーイラスト（角川書店 2005年6月号）
- 『わたしたちの帰り道』（「まんがタイムきららキャラット」2007年11月号〜2008年4月号）
- 初音ミク アンソロジーコミック02（CR COMICS 2008年）